# Benetice (Světlá nad Sázavou)

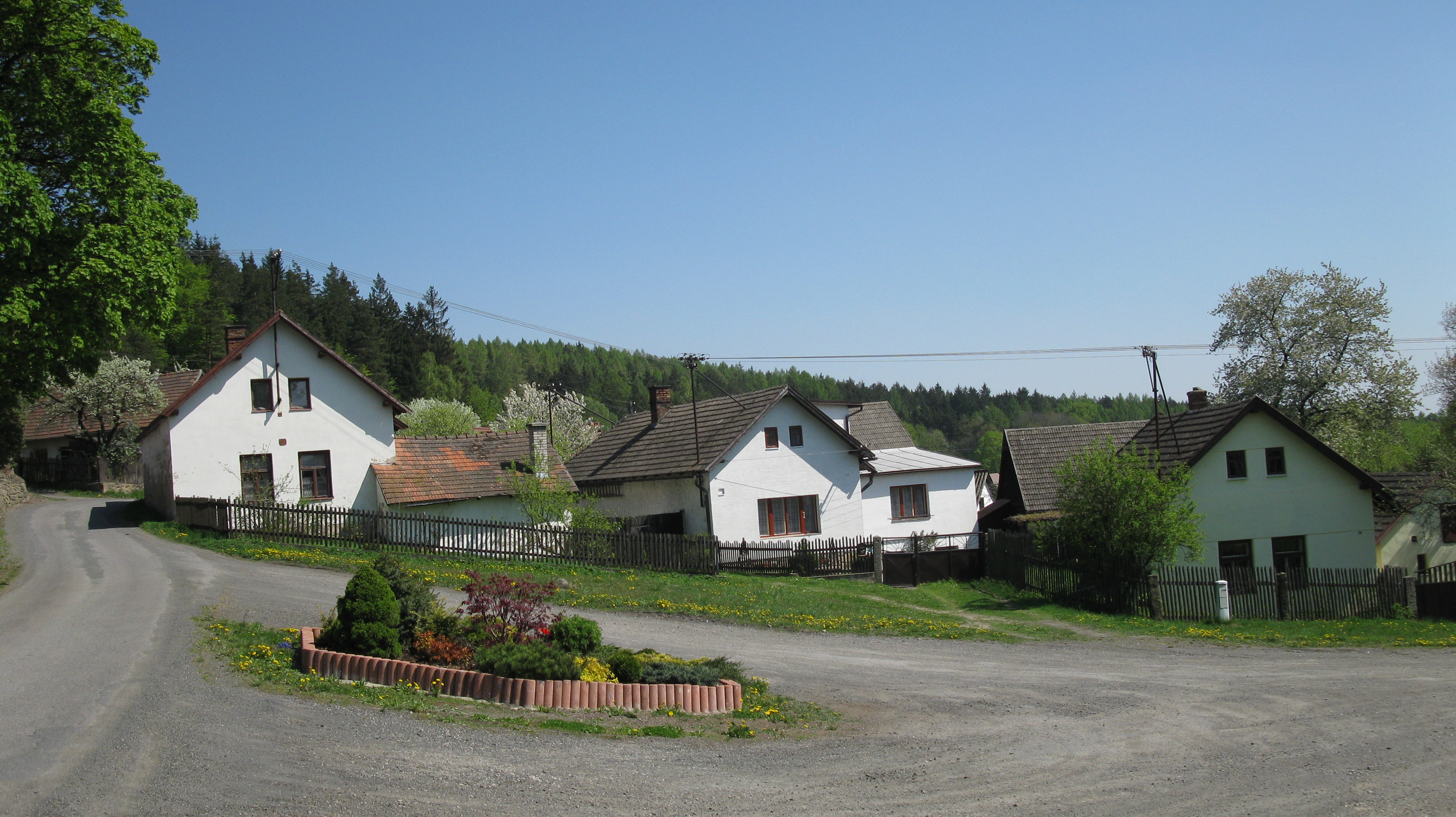
Benetice

Benetice là một ngôi làng nằm gần thành phố Světlá nad Sázavou, Cộng hòa Séc và là một thành phần của thành phố này. Benetice hiện nay có một ban lãnh đạo làng, gồm ba thành viên.
Benetice đã từng có các nhà máy thủy tinh. Ngày nay các nhà máy không còn tồn tại, tuy nhiên một số tên địa danh bắt nguồn từ nhà máy này như Na sušírnách (vùng nhà sấy) hay Sklárenský rybník (hồ nhà máy thủy tinh). Benetice có một khu giải trí tại khu vực mà trước đây là nơi tổ chức các trại thiếu niên tiền phong phục vụ cho thiếu niên từ nhiều quốc gia, chủ yếu là từ Hungary, Ba Lan và Đức.
Từ Benetice có thể quan sát thấy lâu đài Lipnice, nơi tổ chức triển lãm xe ô tô cổ Velorex vào tháng tám hàng năm.
Năm 1990 bộ phim Mrtvý les (Rừng chết) với diễn viên chính Tomáš Hanák đã được quay tại làng và tại các vùng quanh. Benetice nằm không xa đỉnh núi cao nhất trong vùng Světelsko và Ledečsko, đỉnh Žebrákovský với chiều cao 601 m trên mực nước biển.

## Photos

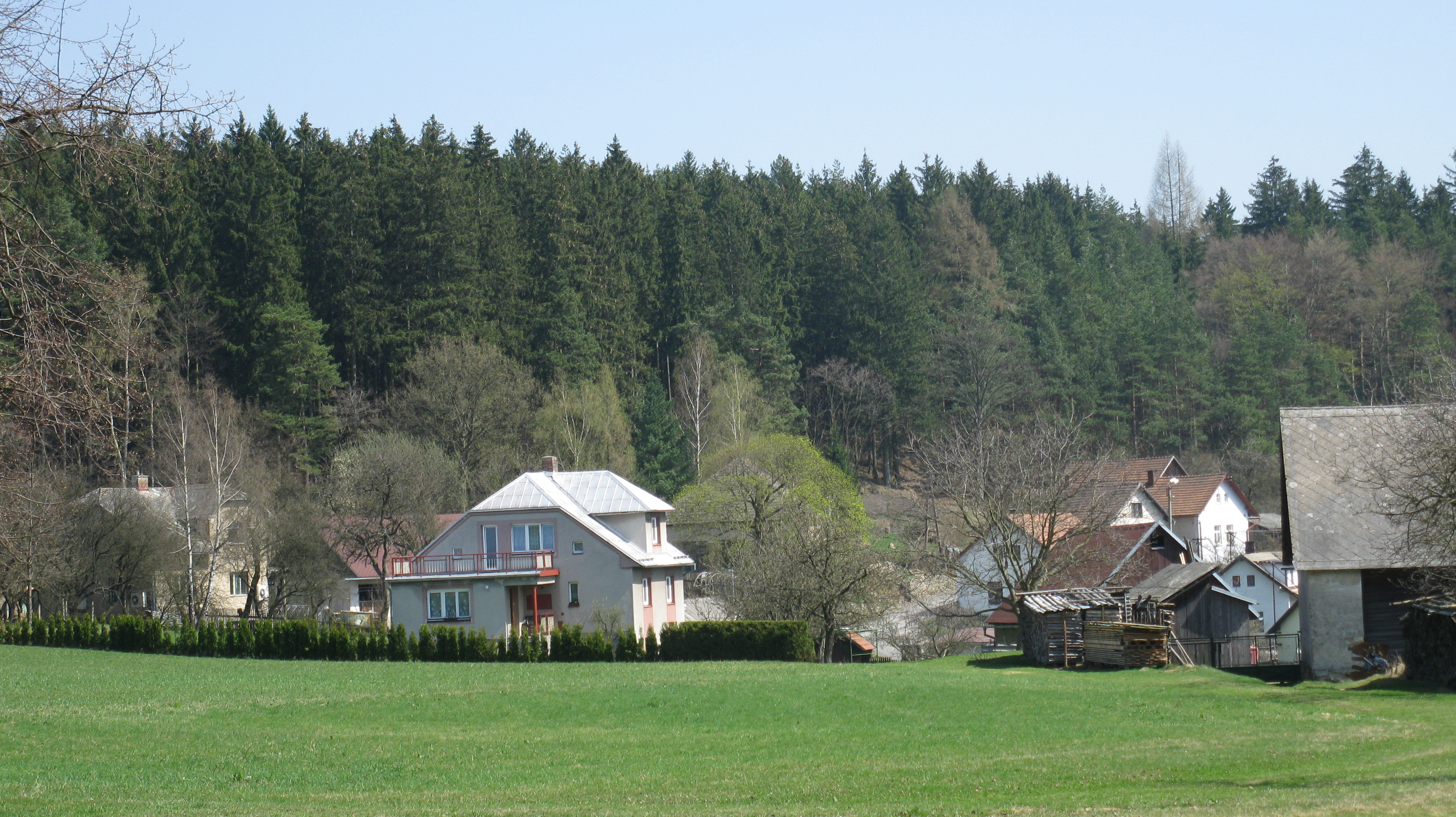
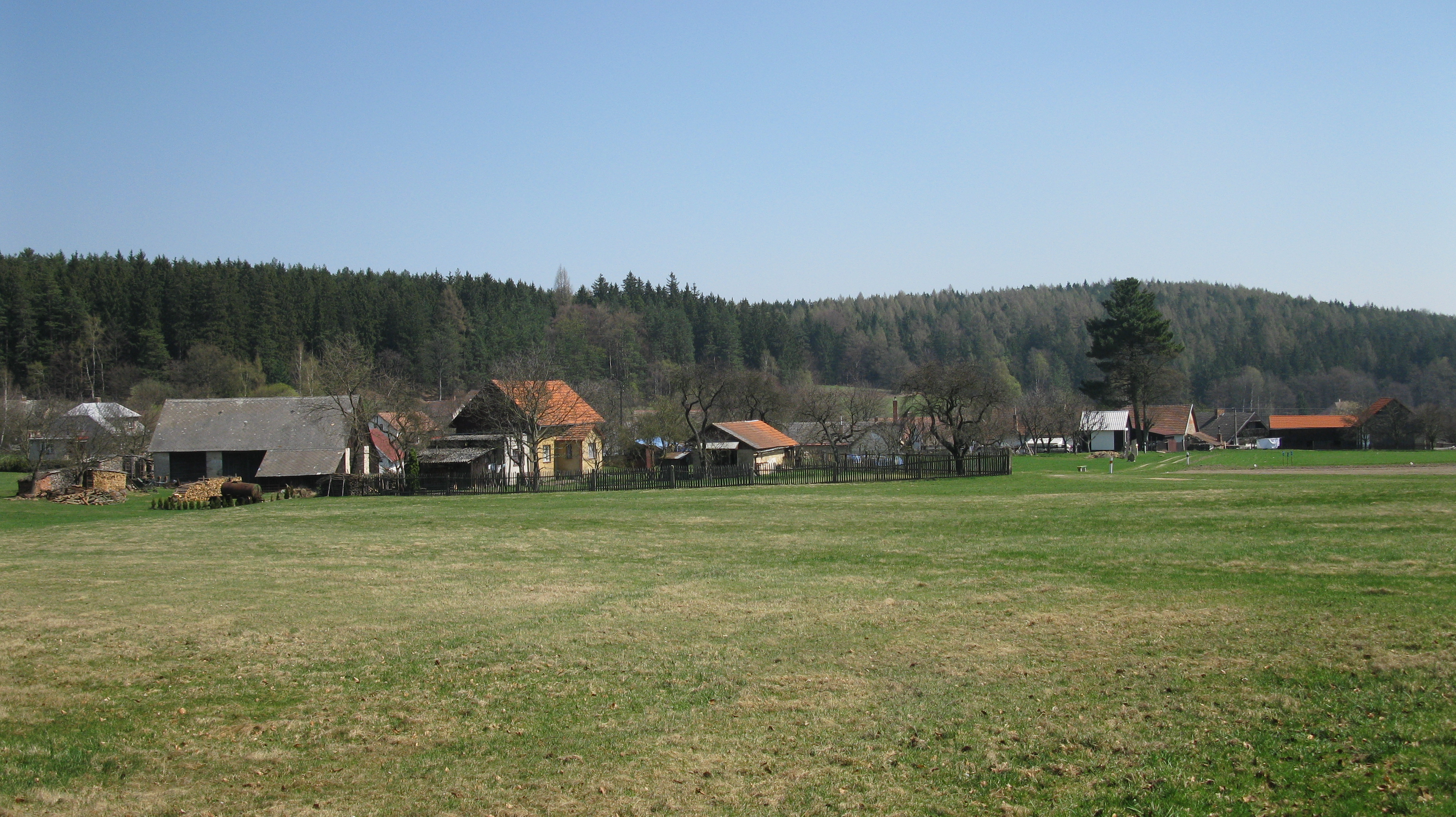
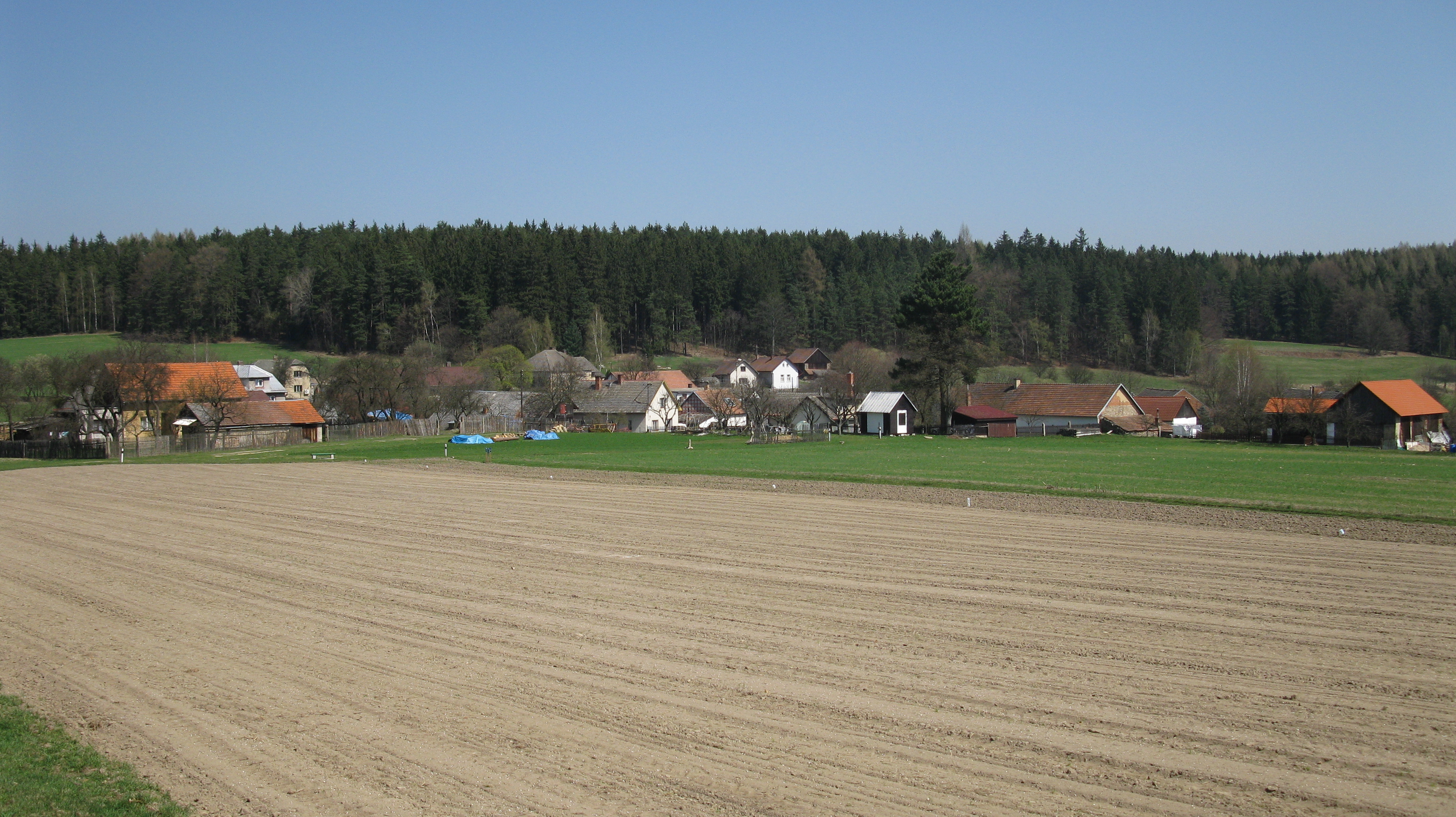
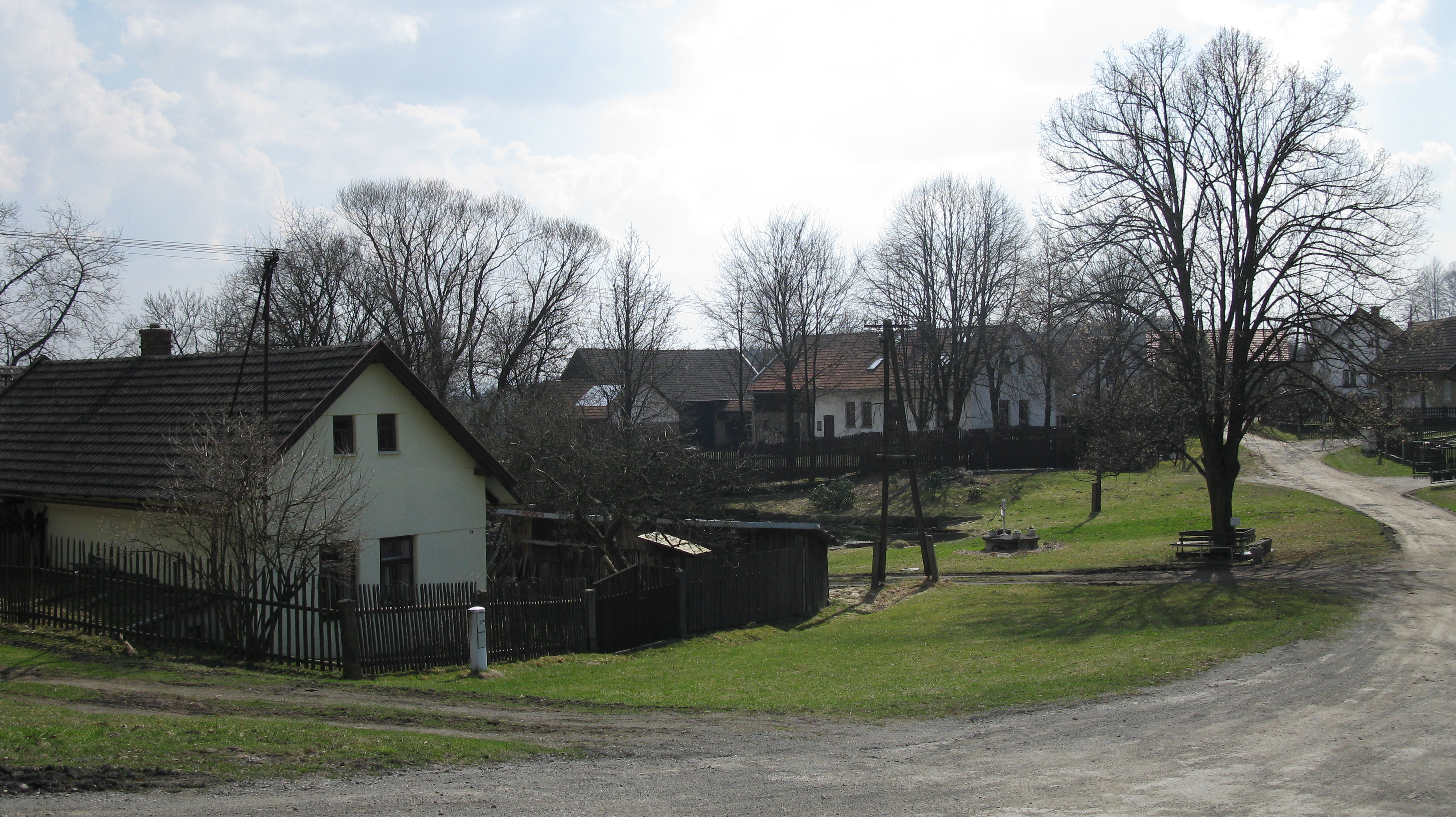
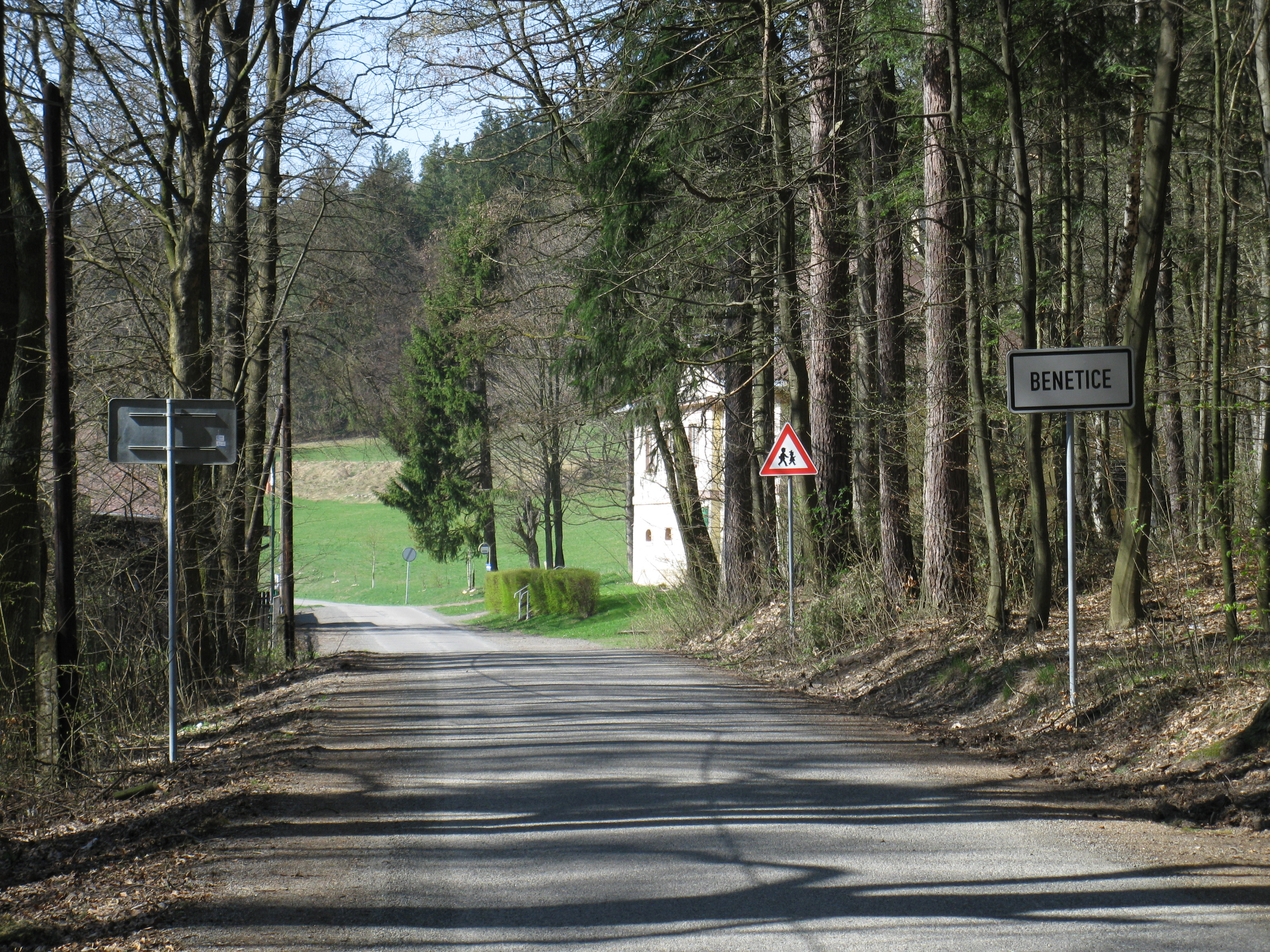
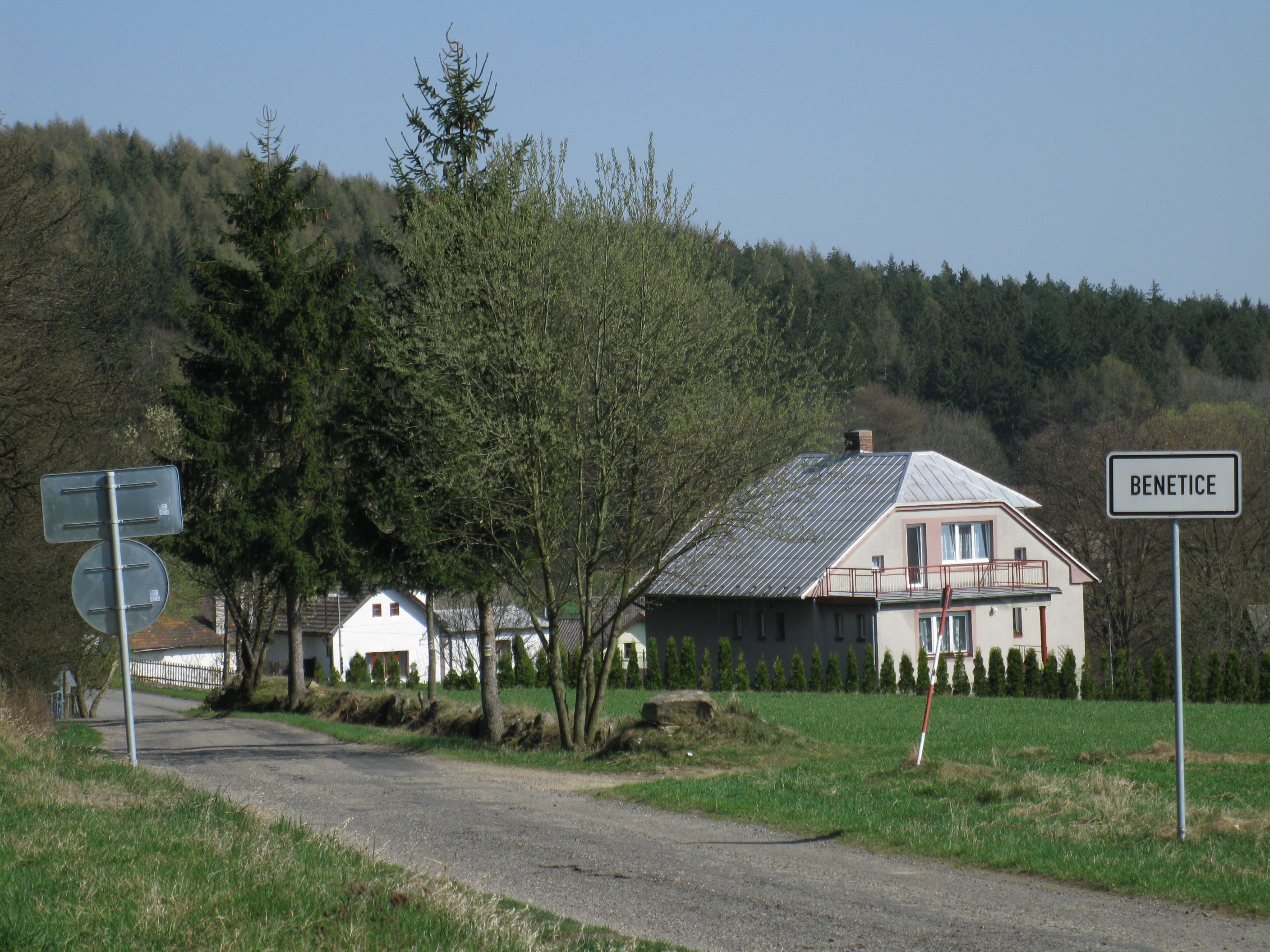
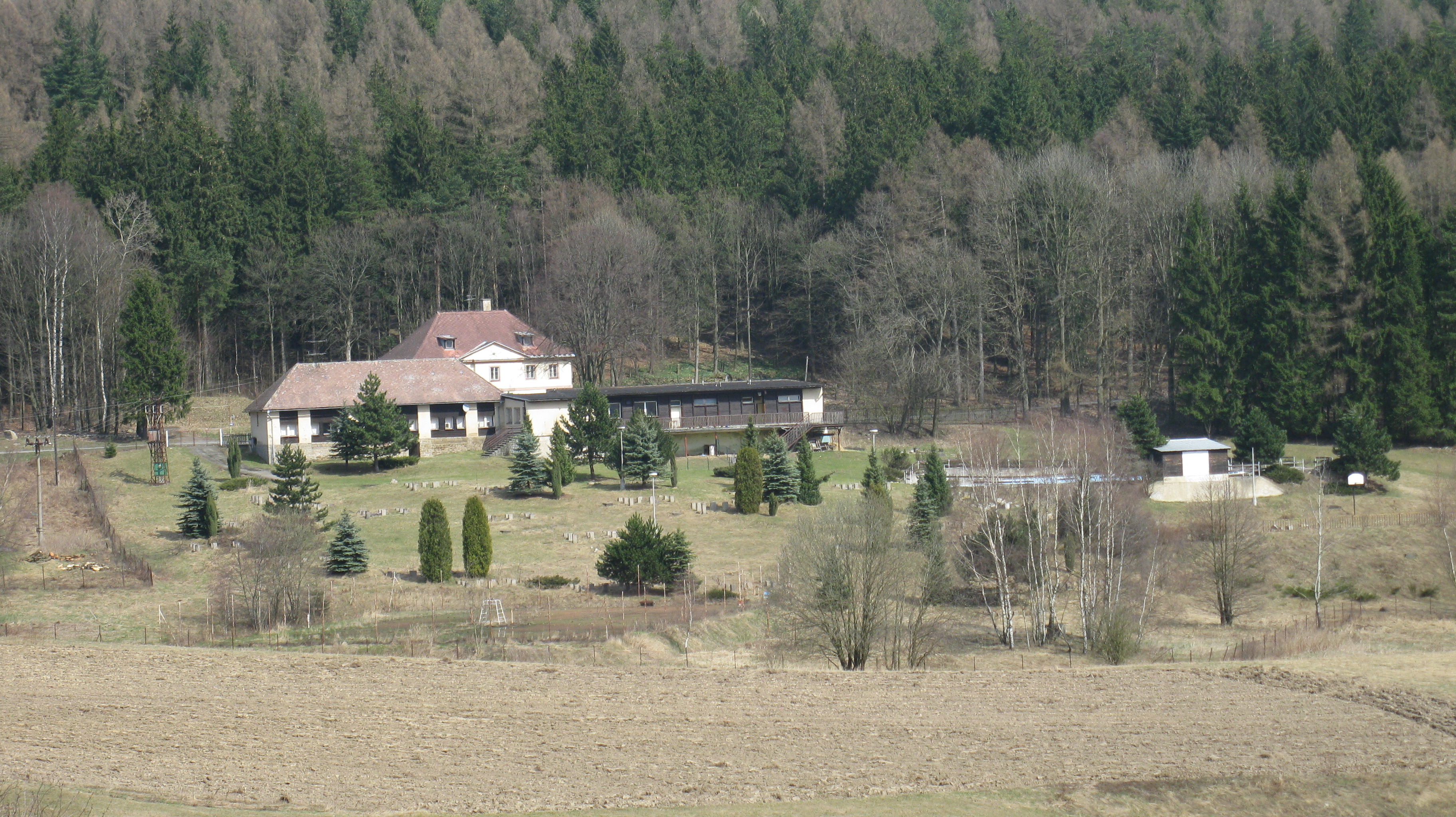
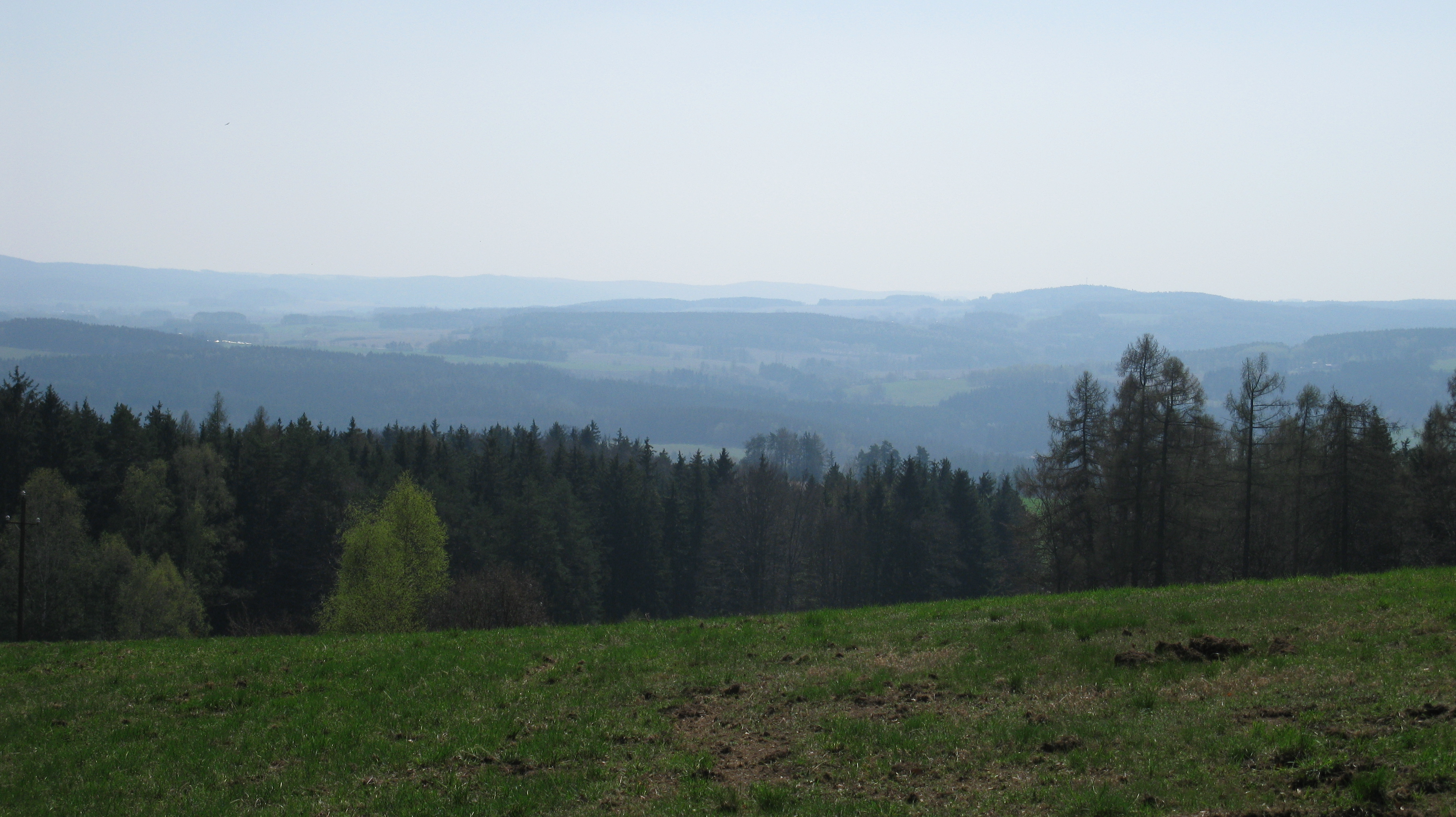

## Lịch sử tên làng
- 1375 - Beneczicze
- 1787 - Benetitz